# Camillo Gargano
Pour les articles homonymes, voir Gargano (homonymie).
Camillo Gargano, né le 30 janvier 1942 à Ferrare et mort le 22 juillet 1999 à Lille,, est un skipper italien. 

## Biographie
Camillo Gargano participe aux Jeux olympiques d'été de 1968. Il participe à l'épreuve des star avec son coéquipier Franco Cavallo et remporte la médaille de bronze.

## Palmarès

### Jeux olympiques
- Jeux olympiques de 1968 à Mexico,  Mexique
  -  Médaille de bronze.